# 黃曼梨
黃曼梨（英語：Mary Wong Man-lei，1913年4月7日—1998年4月8日），原名黃文素，又名黃蘭因，曾名黃曼麗，同行尊稱作「Mary姐」，生於香港，香港粵語片及電視女演員。早期演過不少賢妻良母、小家碧玉和大家閨秀的角色，后期經常在電影裡演惡家姑、虔婆、淫婦的角色。其精湛演技及深厚的修養內涵，為其贏得「悲劇聖手」美譽。

## 生平
黃曼梨原名黄文素，生于1913年4月7日（癸丑年三月初一日），曾就讀於庇理羅士女子中學，1930年考進上海暨南影片公司演員班，1932年加入香港聯華港廠，十多年後已是南華影壇中重要演員之一，1937年與導演謝益之結婚，至1970年代共演出三百多部電影。她與曾與陳皮梅、黎灼灼、李倩顰、徐意、甘露、鄭文霞、李月清、馬笑英、容玉意、黎雯、高偉蘭（盧敦夫人）等結義金蘭組成「十二金釵」。
黃曼梨於1971年加入香港無綫電視成為藝員，拍攝過《抉擇》、《風雲》、《親情》等劇作。除了演惡家姑外，也演過不少慈母角色如《春暉》、《小婦人》等，1976年曾加入麗的電視至1979年重返無綫，至1987年正式退休。
1990年代，黃曼梨患上老人痴呆症，與夫婿共同入住老人院。1995年，黃曼梨獲頒發第14屆香港電影金像獎終身成就獎，並由周潤發親自到老人院交到她手中。
1998年4月8日傍晚病逝，享年85歲。

## 轶事
黃曼梨在影視圈深受後輩尊敬和歡迎，如李司棋在訪問時表示過她是一個很慈祥的老人家、鄭裕玲亦在訪問中提及Mary姐的記憶力很強，可以不用帶劇本演戲。而圈中契女有蘇杏璇、莊文清。

## 榮譽
- 1995年：第14屆香港電影金像獎終身成就獎（由周潤發親自到黃曼梨居住之老人院頒贈）

## 演出作品

### 電影（304部）
| - 1932：古寺鵑聲 飾 趙靜霞 - 1932：夜半鎗聲 飾 富家女錢淑嫻 - 1933：暗室明珠 - 1933：呆佬拜壽 - 1934：戰地歸來 飾 白羨群 - 1935：傻佬祝壽 - 1935：昨日之歌 飾 月嫻 - 1936：兄緣弟劫 - 1936：兒女債 - 1936：新青年 - 1936：血酒金錢 - 1936：桃源洞 - 1936：同心結 - 1936：標準老婆（好老婆） - 1936：梨花落 飾 林倩梅 - 1936：蘆花淚 飾 鍾美娟 - 1937：肉搏 - 1937：今古西廂 - 1937：續白金龍 - 1937：金屋十二釵 飾 大娘阿媚 - 1937：私生子 - 1937：民族女英雄 - 1937：無冠皇帝 - 1937：前進曲 - 1937：萬惡之夫 - 1937：邊防血淚 - 1937：人生曲 飾 程雲文 - 1937：珠江風月 - 1937：國內無戰事 - 1937： 心魔 - 1937：時勢造英雄 - 1937：多情天使 飾 張小珍 - 1938：乞米養家姑 - 1938：孤兒行 - 1938：七星伴月 - 1938：金屋十二釵（續集） 飾 大娘何媚 - 1938：新國民 - 1938：公敵 - 1938：金葉菊 - 1939：孝子亂經堂 - 1939：妓嫂墳 - 1939：卅年苦命女 - 1939：掃把精 - 1939：梅開二度 飾 陳杏元 - 1939：背解紅羅 飾 蘇金定 - 1939：1939大觀園 - 1939：杜十娘怒沉百寶箱 - 1939：金葉菊（續集） - 1939：三氣宣王 - 1939：嫁錯郎 - 1939：呂蒙正祭灶 - 1939：萬里行屍 - 1939：冤魂塔 - 1939：烏衣隊 - 1940：小廣東 - 1940：白旋風 飾 阮大娘 - 1940：洪承疇 - 1940：廣州順母橋 飾 尹妻 - 1940：人海淚痕 飾 方瑪莉 - 1940：孝子逃刑記 - 1940：歌場魅影 - 1940：空谷蘭 - 1940：從心所欲（錯誤百出的喜劇） - 1940：十萬童屍 - 1940：胡不歸 飾 蘋娘 - 1940：慈禧西太后 飾 孝貞皇后 - 1940：望夫山 - 1940：飛天禽蟧 - 1941：春色滿園 - 1941：烽火鴛鴦 - 1941：人去樓空 - 1941：小老虎 - 1941：彩鳳隨鴉 - 1941：醋淹藍橋 - 1941：女兒女 - 1941：國難財主 - 1941：孤兒救祖記 飾 余蔚如 - 1941：孤島情俠 - 1943：弦斷曲終 飾 方秀華 - 1944：幽歡如夢 - 1946：熱血男兒 - 1946：呆人艷福 - 1946：相思淚 - 1946：空間春色 - 1947：海角紅樓（下集） 飾 獨孤素秋 - 1947：復員淚 飾 劉王氏 - 1947：胡不歸（下卷） 飾 顰娘 - 1947：西廂記 - 1947：月圓人未圓 飾 黃露絲 - 1947：比翼鴛鴦 - 1947：天賜良緣 - 1947：冷暖天鵝 飾 樂卷施 - 1947：辣手蛇心 飾 游十姑 - 1947：海角紅樓（上集） 飾 獨孤素秋 - 1947：乞米養獎元 - 1948：蝙蝠大盜 - 1948：香閨香暖 飾 李梨 - 1948：賢妻蕩婦 - 1948：江湖鐵漢 - 1948：恨海情鴛 - 1948：沙場諜影 飾 櫻子 - 1948：曹綺文小姐出殯特輯 - 1948：花月良宵 - 1948：新生命線 飾 麗梨 - 1948：大破螭蟧黨 - 1948：妙手偷香 飾 縣長太太鄧愛蓮 - 1948：神秘婦人心 飾 孔秀丹 - 1948：曲終魂斷 - 1949：骨肉情深 飾 靜嫻 - 1949：孔雀聽令 - 1949：忍棄枕邊人 飾 桂香 - 1949：鬥氣夫妻 飾 周素文 - 1949：守得雲開見月明 - 1949：萬象回春 - 1949：孤兒救祖 飾 陳楚梅 - 1949：三娘教子 飾 三娘王氏 - 1949：滿江紅 飾 李慧冰 - 1949：相依為命 飾 陳玉嬋 - 1949：孤兒淚 飾 王淑賢 - 1950：兒心碎母心 - 1950：年晚錢 - 1950：扭紋柴 - 1950：戴森奇案 - 1950：罪惡鎖鍊（上集） 飾 楚春芳 - 1950：刀劍論壇 - 1950：劫後孤兒 飾 劉素英 - 1950：人海萬花筒 - 1950：罪惡鎖鍊（下集） 飾 楚春芳 - 1951：孤雛淚 - 1951：凌貴興三打梁天來（上集） - 1951：紅樓新夢 - 1951：嫁錯金龜婿 - 1951：千金小姐丫環賣 - 1951：茶花淚 - 1951：春到人間 - 1951：銀海春光 - 1951：人之初 - 1951：零落斷腸花 - 1951：難為了媽媽 - 1951：天堂春夢 - 1951：凌貴興三打梁天來（下集） - 1951：春滿瓊樓 - 1951：明珠淚痕 - 1952：貪賤夫妻百事哀 - 1952：阿牛新傳 - 1952：歌聲淚影（下集） - 1952：朱門紅淚 - 1952：借妻艷史 - 1952：長恨歌 - 1952：小明星傳 - 1952：綠窗紅淚 - 1952：敗家仔 | - 1952：發財添丁 - 1952：恩情深似海 - 1952：兒女情長 - 1952：歌聲淚影（上集） - 1952：嫡庶之間難為母 - 1952：乖孫 - 1952：連環相思 - 1952：難為了爸爸 飾 莎莉 - 1952：紅白牡丹花 - 1952：姊妹花 - 1953：千萬人家 - 1953：苦海明燈 - 1953：一見鍾情 - 1953：日出 - 1953：危樓春曉 - 1953：家 - 1953：玉梨魂 - 1954：落花流水 飾 謝玉英 - 1954：錦繡人生 - 1954：家家戶戶 - 1954：馬來亞之戀 - 1954：大地 - 1954：空谷蘭 - 1954：自梳女 - 1954：改期結婚 - 1954：金蘭姊妹 - 1954：父與子 - 1954：變幻姻緣 - 1955：父母心 - 1955：春殘夢斷 飾 杜麗娟 - 1955：後窗 - 1955：愛 (上集) - 1955：兒女債 - 1955：寒夜 - 1955：桃李滿天下 - 1955：長生塔 - 1955：兩地相思 - 1955：斷鴻零雁記 - 1955：大刀漢 - 1955：簡娘 - 1955：愛（下集） - 1955：天長地久 - 1955：山河戀 - 1955：愛情三部曲 - 1956：遺腹子（下集 大結局） - 1956：家和萬事興 - 1956：桃花依舊笑春風 - 1956：發達之人 - 1956：朱門怨 - 1956：孔雀東南飛 - 1956：瓦鬼還魂 - 1956：遺腹子（上集） - 1956：牆 - 1956：原野 - 1957：誰是兇手？ - 1957：小婦人 - 1957：鄰家有女初長成 - 1957：無情大海有情天 - 1957：雷雨 - 1957：魂歸離恨天 - 1958：天官賜福 - 1958：骨肉親情（上集） - 1958：紫薇園的秋天 - 1958：奸情 - 1958：骨肉親情（下集大結局） - 1959：毒丈夫 - 1959：十號風波 - 1959：錢 - 1959：騙婚 - 1959：好冤家 - 1959：路 - 1959：豪門夜宴 - 1959：金山大少 - 1959：人倫 - 1960：棄婦（下集） - 1960：毒手 - 1960：苦命女兒 - 1960：晚娘 - 1960：愁龍火鳳 - 1960：雷雨之夜 - 1960：恩情（上集） - 1960：棄婦大結局 - 1960：棄婦（上集） - 1960：血淚人生 - 1960：慈母心 - 1960：慈母驕兒 - 1961：可憐的媽媽 - 1961：天倫（上集） - 1961：金粉世家（上集） - 1961：銀紙萬歲 - 1961：歷劫親情 - 1961：落霞孤鶩 - 1961：唉，郎錯了！ 飾 志強母 - 1961：金粉世家（下集） - 1962：心心相印 - 1962：似水流年 飾 黃母 - 1962：滿江紅 - 1962：金玉滿堂 飾 大少奶思懿 - 1962：蘇小小 - 1962：破鏡重圓 - 1962：孽海遺恨（下集） - 1962：夜夜望娘婦 - 1962：吸血婦 - 1962：孽海遺恨（上集） - 1962：夜深沉 - 1962：神出鬼沒 - 1963：皆大歡喜 - 1963：骨肉恩情 飾 女僕阿美 - 1963：金玉滿堂 - 1963：狂人塔（下集） - 1963：薄命紅顏 - 1963：大富之家 - 1963：鬼屋疑雲 - 1963：彩鳳驚魂 - 1963：萬劫鴛鴦 - 1963：海 - 1963：狂人塔（上集） 飾 古莫氏 - 1963：秦淮世家 飾 鴇母唐大姑 - 1964：人海雙雛 - 1964：瘋婦 - 1964：大飯店 - 1964：大少奶 - 1964：香城艷屍 - 1964：高處不勝寒 飾 王老太 - 1964：情海幽蘭 - 1964：滿堂吉慶 - 1964：血紙人 - 1965：人鬼恩仇 - 1965：蜜月 - 1965：罪人（上集） - 1965：血債血償 - 1965：難為了家嫂 - 1965：相思灣之戀 - 1965：情天劫 - 1965：罪人（下集） - 1965：春殘花末落 - 1965：苦鳳還巢 飾 馬老太 - 1965：情海金枝 - 1965：丈夫的秘密 飾 范母 - 1965：公子多情 - 1966：親情深似海 - 1966：我愛紫羅蘭 飾 珍妮的母親 - 1966：斷腸玫瑰 - 1966：難為了嬌妻 飾 江二嬸 - 1966：情人的眼淚 飾 阮母 - 1966：都市的陷阱 - 1966：問君能有幾多愁 - 1966：殘花淚 - 1967：小姐、先生、師奶 - 1975：十八陣 - 1979：不是冤家不聚頭 - 1986：夢中人 |

### 電視劇（無綫電視）
- 《詩禮傳家》（1971年）
- 《雷雨》（1971年）
- 《向日葵》（1972年）
- 《琉璃世界》（1972年）
- 《紫薇園的秋天》（1972年）飾 郝老太
- 《紫薇園的春天》（1972年）飾 郝老太
- 《春暉》（1972年）飾 趙劉心潔
- 《亂世兒女》（1973年）飾 沈太太
- 《萍萍》（1973年）
- 《芸娘》（1974年）
- 《太太團》（1974年）
- 《烏龍劍客》（1974年）
- 《漫漫長夜》（1974年）
- 《群星譜之五朵銀花》（1975年）
- 《創業興家》（1975年）
- 《洛神》（1975年）飾 武宣皇后
- 《巫山盟》（1975年）飾 孫維德（黃允財）母
- 《創業興家II》（1975年）
- 《紅樓夢》（1975年）飾 賈母
- 《小婦人》（1975年）
- 《乘風破浪》（1975年）飾 黃老師
- 《天虹》（1979年）
- 《抉擇》（1979年）飾 韓馬氏
- 《不是冤家不聚頭》（1979年）飾 心姐(石修母)
- 《風雲》（1980年）飾 姨婆
- 《親情》（1980年）飾 葉帶群
- 《輪流傳》（1980年）飾 陳婉嫻(黃韻詩)母
- 《衝擊》（1980年）飾 何愛
- 《情謎》（1981年）飾 葉淑德
- 《無雙譜》（1981年）
- 《火鳳凰》（1981年）飾 甄太太
- 《逐個捉》（1981年）飾 楊鐵令
- 《香港八三》（1983年）飾 李威母
- 《鹿鼎記》（1984年）飾 太皇太后
- 《老爺大過天》（1984年）飾 呂太太
- 《家有嬌妻》（1984年）飾 游太太(嫲嫲)
- 《香港八四》（1984）飾 李威媽媽
- 《香港八五》（1985）飾 李威

### 電視劇（麗的電視）
- 1976年 半生緣
- 1976年 三國春秋 飾 董太后
- 1976年 十大刺客之聶正 飾 聶正母
- 1976年 十大刺客之呂四娘 飾 慈禧太后
- 1976年 十大刺客之秋瑾 飾 慈禧太后
- 1977年 鑄情
- 1977年 電視人 飾 楊太
- 1978年 追族 飾 雍彭澤雲
- 1978年 巨星 飾 凌為玉
- 1978年 郎心如鐵 飾 許潔心

## 外部連結
- 黃曼梨簡介中國電影資料館
- 黃曼梨簡介 香港電影資料館通訊第六期，1998年11月出版
- 黃曼梨在互联网电影资料库（IMDb）上的資料（英文）
- 黃曼梨在香港影庫上的簡介
- 黃曼梨在豆瓣上的资料（简体中文）
- 黃曼梨在时光网上的簡介（简体中文）